# Робер Кулондр
Робе́р Куло́ндр (11 (23) вересня 1885 — 6 березня 1959) — французький дипломат.

## Дипломатична служба
На дипломатичній службі від 1909 року. 
1926 року брав участь у франко-радянських переговорах, затим у роботі Лозаннської конференції та конференції у Стрезі з економічних питань (1932).
Від вересня 1936 посол Франції в СРСР. 
З осені 1938 року — посол у Берліні.
Від початку Другої світової війни начальник кабінету прем'єр-міністра Едуарда Даладьє.
1940 року призначений послом у Швейцарії. Через кілька місяців відправлений у відставку урядом Віші.
Після війни не грав активної ролі у політиці.